# Ремезов, Никита Антонович
Никита Антонович Ремезов (Ремизов) (1878—1943) — русский сказитель.

## Биография
До Октябрьской революции работал на лесозаготовках, участвовал в Первой Мировой войне, на Карпатах, в Румынии, в боях за Ревель.

## Творчество
Былины перенял на лесозаготовках от местных крестьян-сказителей, а также от певца былин Сёмина, жившего с ним в одном селе.
Впервые былины от Н. А. Ремезова были записаны зимней экспедицией Карельского научно-исследовательского (комплексного) института в 1938 г. — И. В. Ломакина записала от него 2 былины.
Участник второй экспедиции, член-корреспондент АН СССР К. В. Чистов описывал его так: "«…словоохотливый, сметливый, острый в непрерывных затеях и выдумках. Склонность Ремезова к шуткам и артистические способности доставляли собеседникам истинное удовольствие. Лукавая улыбка никогда не сходила с его лица, будто застряла в усах».
Был известен также своими сказками.
В 1939 г. участвовал в конференции сказителей в г. Петрозаводске, позже присылал свои новые былины сотрудникам Карельского научно-исследовательского института.
Всего от Н. А. Ремезова было записано 14 былин.

## Семья
В семье у Н. А. Ремезова было 4 детей: 3 сына и дочь.
Жена Н. А. Ремезова Ксения Егоровна Ремизова (Кузнецова) также была известной сказительницей, от неё были записаны былины «Про Добрынюшку» (Добрыня и Алеша), «Про Лазарей», «Ефимьян Князь Великой».
Его сын — Иван Никитич Ремизов (1909—1986 гг.) также был сказителем, от него записан ряд былин, сказок, духовных стихов.

## Память
Известен портрет Н. А. Ремезова работы художника Георгия Адамовича Стронка.